# Marvelous+
Marvelous+ (estilizado em minúsculas) é o nono álbum de estúdio da banda de rock Fanatic Crisis, lançado em 28 de julho de 2004. Este se tornou o último álbum da banda, que se separou em 2005. Os singles presentes são "Tsuki no Mahō", usado como tema do programa de televisão Guru Guru Ninety Nine, "Karasu", tema do programa AX Music Factory e "everlove", tema do drama japonês Shin inochi no Genbakara.

## Recepção
Alcançou a décima oitava posição nas paradas da Oricon Albums Chart, permanecendo na parada por duas semanas. Vendeu cerca de 13,451 cópias enquanto esteve na parada. Na parada de álbuns japoneses de pop e rock da Tower Records, chegou ao 4° lugar.
Os singles "Tsuki no Mahō", "Karasu" e "everlove" alcançaram a 37ª, 22ª e 10ª posição na Oricon, respectivamente.
Em crítica ao álbum, a revista de música CD Journal elogiou Marvelous+, contando que "o talento da banda em transformar melodias cativantes em rock é extremamente estável".

## Faixas
Todas as letras escritas por Tsutomu Ishizuki. 
| N.º            | Título                                                   | Duração |  |
| 1.             | "Claudia" (クラウディア)                                 | 4:41    |  |
| 2.             | "Karasu" (鴉〈KARASU〉 )                                 | 4:43    |  |
| 3.             | "Kanojo wa Tenshidatta." (彼女は天使だった。)            | 4:31    |  |
| 4.             | "Invader" (インヴェイダー)                               | 4:03    |  |
| 5.             | "Tsuki no Maho" (月の魔法 )                              | 4:38    |  |
| 6.             | "Satire ~Urei no Satian~~" (Satire ～憂いのサタイアン～) | 3:23    |  |
| 7.             | "Remon" (檸檬)                                           | 5:36    |  |
| 8.             | "Kamikaze" (神風)                                        | 3:21    |  |
| 9.             | "Shinju" (真珠)                                          | 5:26    |  |
| 10.            | "Knight!"                                                | 3:36    |  |
| 11.            | "everlove"                                               | 4:20    |  |
| Duração total: | Duração total:                                           | 48:13   |  |

## Ficha técnica
Fanatic Crisis
- Tsutomu Ishizuki − vocais
- Kazuya − guitarra solo
- Shun − guitarra rítmica
- Ryuji − baixo
- Tohru − bateria